# 紀元前66年
紀元前66年（きげんぜん66ねん）。

## 他の紀年法
- 干支 : 乙卯
- 日本
  - 崇神天皇32年
  - 皇紀595年
- 中国
  - 前漢 : 地節4年
- 朝鮮
  - 檀紀2268年
- 仏滅紀元 : 478年
- ユダヤ暦 : 3695年 - 3696年

## できごと

### ローマ
- 執政官：マニウス・アエミリウス・レピドゥスとルキウス・ウォルカキウス・トゥッルス
- ルキウス・セルギウス・カティリナ、共和政ローマに対するクーデターの陰謀（一回目）を巡らす。紀元前63年、執政官マルクス・トゥッリウス・キケロの時にもう一度クーデターを企て計画は失敗した。
- ポントス王国のミトリダテス6世とアルメニア王国のティグラネス2世の間の同盟が破綻する。
- マニリア法（w:Lex Manilia）成立。グナエウス・ポンペイウスにミトリダテス6世に対するアジア方面の戦争に対する全権が与えられる。
- リュクス川の戦い。グナエウス・ポンペイウス、ミトリダテス6世のポントス軍を破り、第三次ミトリダテス戦争はローマの勝利に終わる。

### ユダヤ
- ハスモン朝のアリストブロス2世、大祭司および王となる（紀元前63年まで）。

### 前漢
- 霍禹ほか霍氏一族、反乱を企てたとして滅ぼされる。

## 死去
- 霍禹、前漢の権力者、大将軍霍光の子
- 范明友、前漢の軍人、大将軍霍光の娘婿